# إمارة دبدو
إمارة دبدو هي إمارة مستقلة كانت في شرق المغرب، إمتدت في الفترة من 1430 إلى 1563 ، عاصمتها دبدو، وقد بنيت دبدو لتكون موطن لفخذ من قبيلة بن مرين؛ وهم بني أورتاجن الذين حكموا الإمارة، وأصلهم ينحدر من سلالة البربر ذات الصلات مع المرينيين والوطاسيين.

## حكم بني أورتاجن لإمارة دبدو
عندما فقدت أُسرة بني مرين مملكة فاس، حاول العرب المجاورون انتزاع إمارة دبدو، لكن موسى بن حمو، أحد قيادات قبيلة بني أورتاجن دافع عنها وأصبح حاكماً لها طول حياته، وخلفه ابنه أحمد ثمّ حفيده محمد بن أحمد الذي احتلّ قبل وصوله للحكم بضع مدن وقصور عند سفح جبال الأطلس نحو الجنوب وفي عهده ازدهرت إمارة دبدو وقام بتشيد المباني والقصور تأسست إمارة دبدو لأول مرة في عام 1430 كمحافظة بالمغرب، ثم حكمت من قبل الأسرة المرينية. وبحلول النصف الثاني من القرن الخامس عشر، اكتسب الأورتاجيون المزيد من الحكم الذاتي تجاه منطقة فاس، حيث فقد المرينيون مكانتهم وأغلب قوتهم، وآلت الوزارة إلى عائلة الوطاسيين. أصبحت الإمارة مستقلة تماماً عندما تم تعيين محمد بن أحمد حاكماً لدبدو من قبل سلطان الوطاسيين محمد بن يحيى (حكم 1472-1504). خلال السنوات الأخيرة من حكم محمد الثاني، أصبحت إمارة دبدو تابعة للسعديين. في عام 1563، أطاح حاكم السعديين عبد الله الغالب بالأورتاجيين وأصبح الحاكم يحمل لقب باشا.

## الأمراء الأورتاجيون
- موسى بن حمو الذي عُيِّن حاكماً لإمارة دبدو في الفترة من 1430 إلى 1460.
- أحمد بن موسى في الفترة من 1460 إلى 1485.
- محمد بن أحمد الذي عُيِّن حاكماً لإمارة دبدو في الفترة من 1485 إلى 1515.
- محمد الثاني من 1515 إلى 1550 ، أصبح خاضعاً للسعديين.
- عمار من 1550 إلى 1563.

## طبيعة الموقع
مدينة دبدو بناها الأمازيغ فوق في سفح جبل عال ومنيع جداً بتحصيناته الطبيعية. ويسكن المدينة فرع من قبائل زناتة وتنحدر من الجبل بضع جداول تخترق دبدو. وتقع المدينة على مسافة 8 أميال من السهل ولكن عندما ينظر إليها من حضيض الجبل لا يعتقد إنها تبعد أكتر من ميل ونصف. ويمر الطريق إليها بمنعرجات عديدة، وتقع كل أراضيها الزراعية فوق المرتفعات لأن السهل المحيط بالبلدة قاحل جداً وهنالك بعض الأشجار على ضفاف جدول يجري في سفح السهل، غير أن مزارع المرتفعات لا تكفي لسد حاجة السكان لذلك يجلب إليها القمح من خارج المنطقة وتحديداً من منطقة تازة.

## التنوع والثقافة
إن مدينة دبدو عاشت وجوداً أمازيغياً ما زالت بعض آثاره موجودة على مستوى بعض التسميات والتقاليد المحلية. شكلت دبدو عبر التاريخ منطقة إستراتيجية تسبب الاستيلاء عليها في نشوب معارك تاريخية ولعل قصبة بنو مرين تعتبر شاهداً حياً على الماضي الذي عرفته المدينة إلى جانب الخندق المحيط بها (تاحفير) والكهوف التي تؤثث كل مجالها والمجاورة لها ككهف «الماء» وكهف «السبع»، ولها دورها الاقتصادي على مستوى الربط التجاري بين مدينتي فاس وتلمسان، كما عرفت المدينة تعايشا بين السكان اليهود والمسلمين.

## إمارة دبدو في الأدب الحديث

### رواية موت مختلف
في رواية موت مختلف محمد برادة يبدأ منير باستحضار تاريخ دبدو المجيد منذ زيارته لها. ويغلب أن تأتي المعلومة عارية، كما في الحديث بحسرة عن إمارة دبدو المستقلة (1430 – 1550) وعن ازدهارها إثر هجرة يهود إشبيلية إليها، حاملين معهم حضارة الأندلس. ويذكّر حضور اليهود المتواتر في موت مختلف بتواتره في الرواية العربية في السنوات الأخيرة، كما في روايات علي المقري والحبيب السائح وإبراهيم الجبين، وهو ما يغمز منه بعضهم كإغواء للترجمة.

### رواية ليون الأفريقي
رواية ليون الأفريقي للكاتب أمين معلوف، الرواية التي سردت سيرة ليون الأفريقي أو الحسن بن محمد الوزان.